# Rougeotia roseogrisea
Rougeotia roseogrisea là một loài bướm đêm trong họ Noctuidae.